# Połohy-Janenky
Połohy-Janenky (ukr. Пологи-Яненки) – wieś na Ukrainie, w obwodzie kijowskim, w rejonie boryspolskim, w hromadzie Cybli. W 2001 liczyła 678 mieszkańców, spośród których 675 wskazało jako ojczysty język ukraiński, a 3 rosyjski.